# Tonkinstok

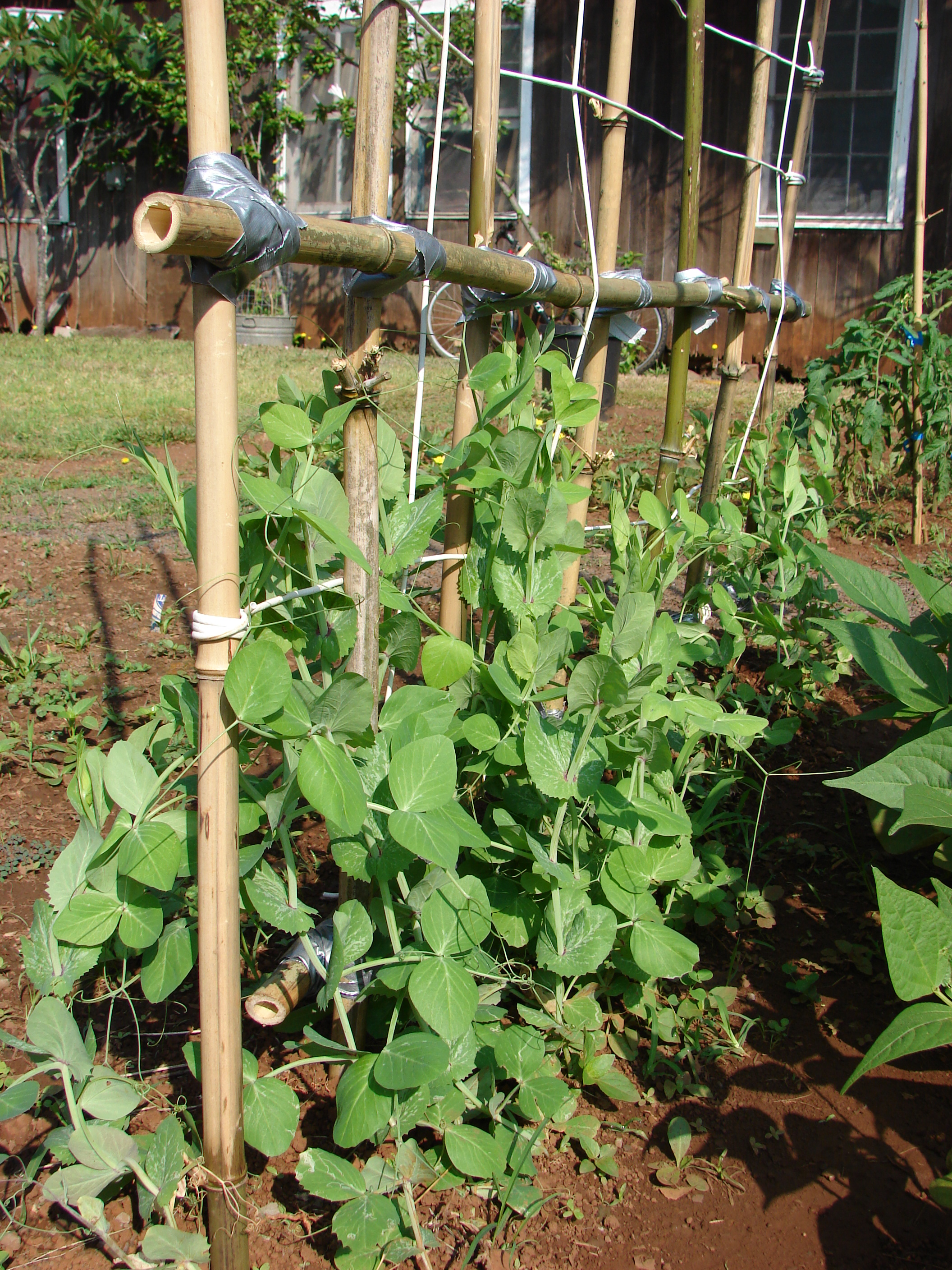
Ondersteuning voor erwtenplanten gemaakt van tonkinstokken

Een tonkinstok is een bamboe stok die gebruikt wordt als hengel of om planten te ondersteunen.
Het woord tonkinstok is een geoniem, afgeleid van de streek Tonkin in Vietnam. Hier kwamen de stokken oorspronkelijk vandaan.